# 山田方谷 (小惑星)
山田方谷（やまだほうこく、15202 Yamada-Houkoku）は、小惑星帯に位置する小惑星。岡山県出身の香西洋樹と古川麒一郎が、東京天文台木曽観測所で発見した。
幕末期の備中松山藩（現在の岡山県高梁市）の儒家・陽明学者、山田方谷から命名された。